# Прикомандировані журналісти
Прикомандировані журналісти[джерело?] або закріплені журналісти (від англ. Embedded Journalism) — професійне медійно-правове поняття, статус. Прикомандированими журналістами вважаються репортери новин, які прикріплені до військових частин, що беруть участь у збройних конфліктах. Цивільні репортери-кореспонденти можуть вести контрольовані репортажі з місць боїв та «гарячих точок». Термін був введений збройними силами Сполучених Штатів на початку війни в Іраку в 2003 році.[джерело?]

## В Україні
Тетяна Попова (заступник міністра інформаційної політики):
|  | ...так званий "Embed journalism" – це коли журналіст повністю прикомандировується до якоїсь військової частини, не бере участь в боях, не бере до рук зброю, бере камеру до рук, але виконує всі накази командира. Ходить разом із групою в рамках роботи в цій частині. Це те, що ми, я сподіваюся, запустимо через тиждень-два. |